# Ровное (Мелитопольский район)
Ровное (укр. Рівне) — село,
Семёновский сельский совет,
Мелитопольский район,
Запорожская область,
Украина.
Код КОАТУУ — 2323084003. Население по переписи 2001 года составляло 308 человек.

## Географическое положение
Село Ровное находится на расстоянии в 2,5 км от сёл Пивденное и Семёновка.
Через село проходит автомобильная дорога Т-0401.

## История
- 1925 год — дата основания.
- На немецкой военной карте 1943 года село отмечено как посёлок Тамбовский, состоящий из одной улицы и 14 дворов.

## Галерея
|                         |                      |                                  |          |
| въезд в село и больница | автобусная остановка | центральная улица села — Садовая | элеватор |